# 崔実
崔 実（チェ・シル、1985年9月6日 - ）は、在日韓国人三世の日本語で作品を書く小説家。

## 経歴・人物
日本の小学校を卒業後、朝鮮学校に進学し、その後アメリカに留学する。
2016年、「ジニのパズル」で第59回群像新人文学賞を受賞してデビュー。辻原登から選評で「素晴らしい才能がドラゴンのように出現した」と絶賛される。同作で第155回芥川龍之介賞候補に選ばれる。単行本として刊行され、第33回織田作之助賞、第104回芸術選奨文部科学大臣新人賞をそれぞれ受賞する。

## 受賞・候補歴
- 2016年 - 「ジニのパズル」で第59回群像新人文学賞受賞、第155回芥川龍之介賞候補。『ジニのパズル』で第33回織田作之助賞受賞。
- 2017年 - 『ジニのパズル』で第67回芸術選奨文部科学大臣新人賞受賞[6]。
- 2020年 - 「pray human」で第33回三島由紀夫賞候補、第42回野間文芸新人賞候補。

## 単行本
- 『ジニのパズル』（講談社、2016年7月 / 講談社文庫、2019年3月）
  - 初出:『群像』2016年6月号
- 『pray human』（講談社、2020年9月 / 講談社文庫、2022年9月)
  - 初出:『群像』2020年3月号

## アンソロジー収録
- 「あなたの肉体とわたしの辛ラーメン」 - 『おいしそうな文学。』（群像編集部編、講談社、2025年2月）
  - 初出:『群像』2024年10月号
- 「nunc/ヌンク」 - 『孤独の時間。』（群像編集部編、講談社 2025年6月）
  - 初出:『群像』2025年3月号

## 単行本未収録

### 小説
- 「ビッグバン」 - 『新潮』2024年2月号

### 随筆・対談
- 「小さな崔実たち」 - 『本』2016年8月号
- 「乃木坂活字部！ 対談 崔実」（高山一実との対談） - 『ダ・ヴィンチ』2017年2月号
- 「フィリップ！」 - 『群像』2018年7月号
- 「アンケート特集 シネマ2019」 - 『群像』2020年2月号
- 「朝、起きられない。」 - 『新潮』2020年5月号
- 「声をあげる勇気 無意識と共振するエモーション」（いとうせいこうとの対談）[7] - 『群像』2020年10月号
- 「約束」 - 『本』2020年10月号
- 「街の気分と思考 大晦日の秘密のサンタミッション」 - 『新潮』2022年2月号
- 「街の気分と思考 爆弾」 - 『新潮』2022年7月号
- 「街の気分と思考 待ち人」 - 『新潮』2022年11月号 - 12月号
- 「街の気分と思考 0x0xxxxxxxx」 - 『新潮』2023年4月号
- 「街の気分と思考 深くおちる」 - 『新潮』2023年7月号
- 「街の気分と思考 都会の小人」 - 『新潮』2024年1月号

### その他
- 「STAR WARS 日本のスター・ウォーズグッズ魂」（講談社、2017年11月、ISBN 978-4062205825）